# Grunwalddenkmal (Krakau)

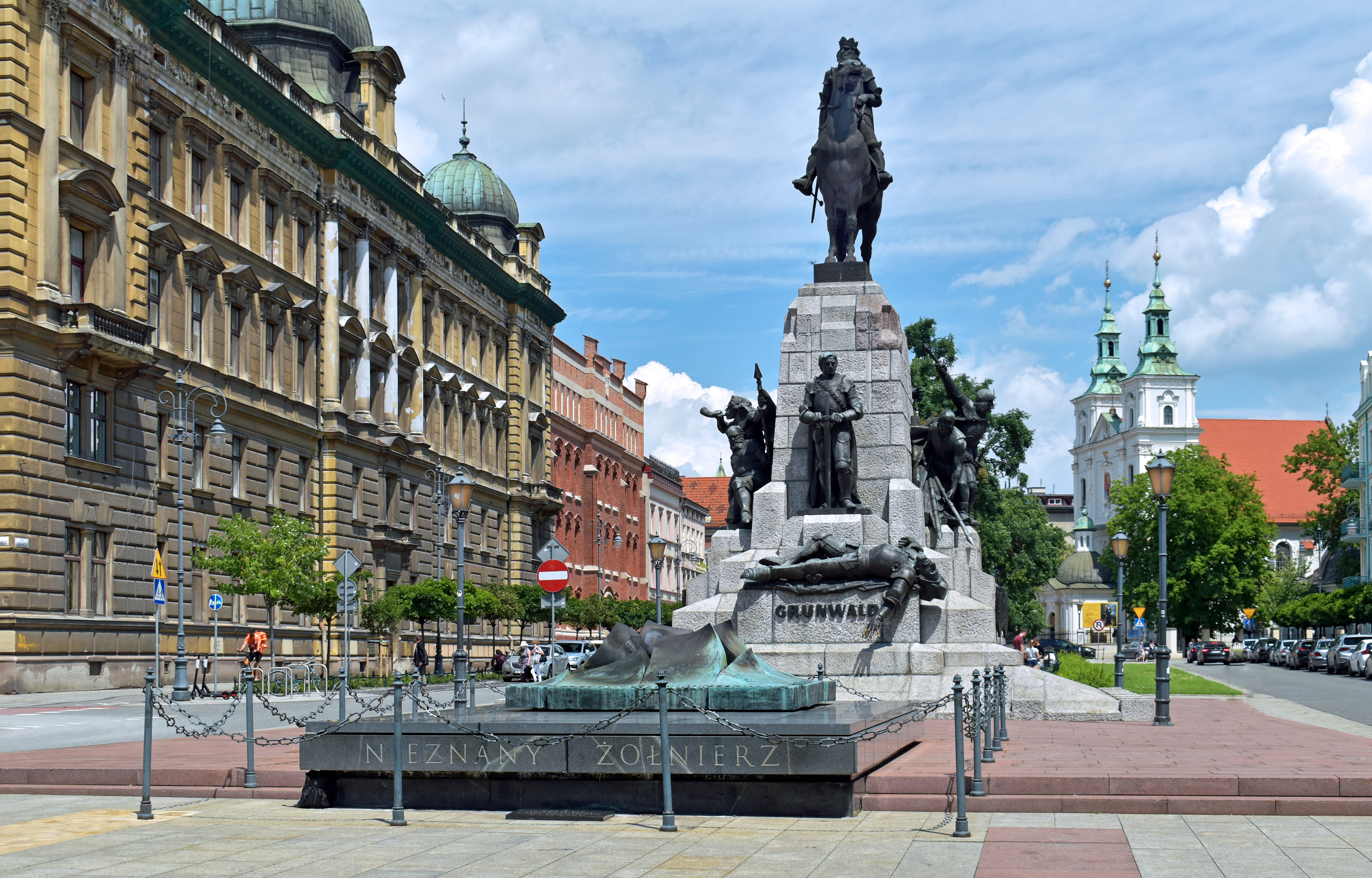
Grunwalddenkmal und Grabmal des unbekannten Soldaten in Krakau

Das Grunwalddenkmal ist ein Reiterstandbild des Königs Wladyslaw Jagiello II. in Krakau, Jan-Matejko-Platz, Stadtteil Kleparz. Es wurde von Antoni Wiwulski entworfen, im November 1939 von den deutschen Besatzungstruppen zerstört und 1976 von Marian Konieczny rekonstruiert.

## Geschichte
Das Denkmal wurde am 500. Jahrestag der Schlacht bei Tannenberg von 1410 am 15. Juli 1910 vor ca. 150.000 Besuchern in Krakau feierlich eingeweiht. Während der deutschen Besetzung Polens wurde es  1939–40 demontiert und der Sockel gesprengt. 1972 gründete sich in Krakau ein Komitee zur Wiedererrichtung des Denkmals. Am 16. Oktober 1976 wurde der Sockel eingeweiht und am 10. Oktober 2010 das neu erschaffene Denkmal wieder der Öffentlichkeit übergeben. Es befindet sich unmittelbar hinter dem Denkmal des unbekannten Soldaten.

## Bilder

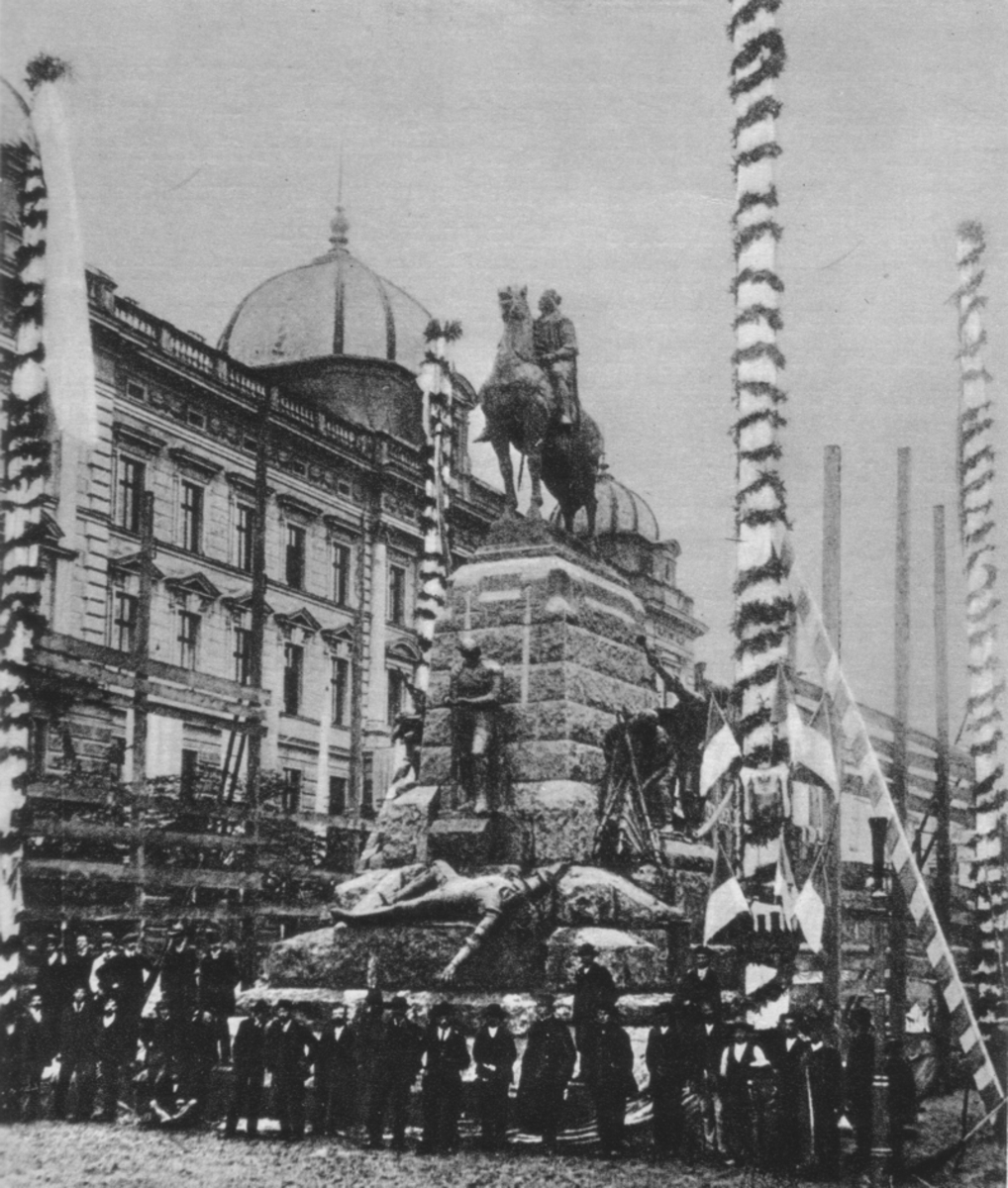
Einweihung 1910
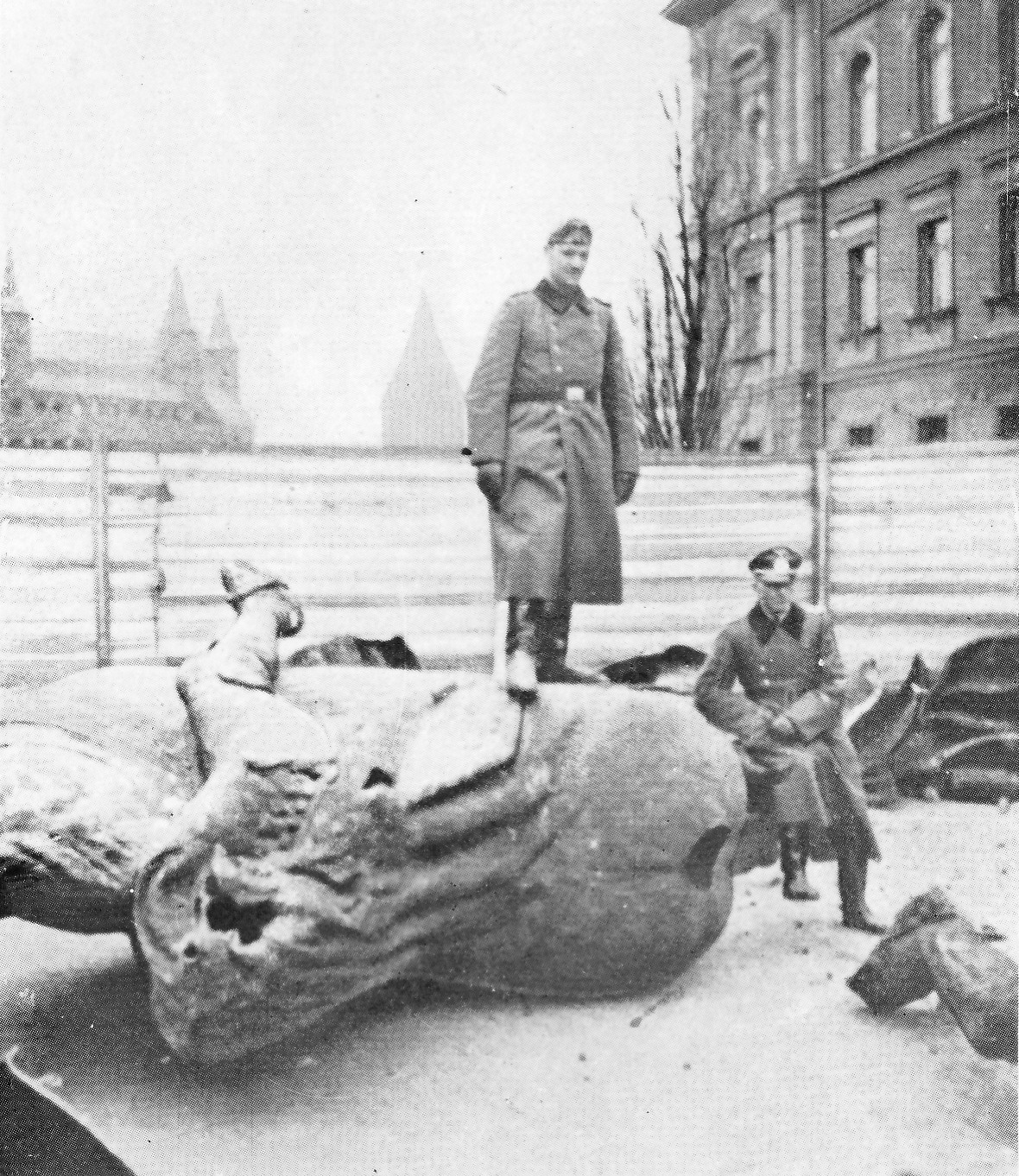
Zerstörung 1939–40